# Francisco José Viegas
Francisco José Pereira de Almeida Viegas (* 14. März 1962 in Pocinho) ist ein portugiesischer Kriminalautor und Journalist. Er ist auch als Literaturkritiker und seit 2011 als Politiker bekannt.

## Leben
Er wurde in Pocinho geboren, einem kleinen Ort des ländlichen Kreises Vila Nova de Foz Côa, in dem zwei UNESCO-Welterbe liegen (das älteste geschützte Weinbauregion der Welt, Alto Douro, und die archäologischen Ausgrabungen Parque Arqueológico do Vale do Côa). Im Alter von sechs Jahren zog er nach Chaves, wo er die Schule besuchte. Mit 15 veröffentlichte er sein erstes Buch (Era Verão e Depois, dt.: Es war Sommer und dann; 1978), im Selbstverlag mit Hilfe von Fotokopien. Mit 17 ging er nach Lissabon, wo er an der Neuen Universität Lissabon (Universidade Nova) ein Portugiesischstudium absolvierte. 1982 wurde sein erstes Buch verlegt, die Gedichtssammlung Fascínio da Monotonia (dt.: Faszination der Monotonie). Von 1983 bis 1987 war er Professor für Linguistik an der Universität Évora.
1987 gab er seine Lehrtätigkeit auf und widmete sich ganz dem Journalismus und der Schriftstellerei. Noch im gleichen Jahr erschien sein erster Kriminalroman, Regresso por um Rio (dt.: Rückkehr über einen Fluss). Er wurde dazu inspiriert durch eine Begegnung mit einem Kommissar in Lissabon, der sich freiwillig auf die Azoren versetzen ließ. Der Erfolg des Buches veranlasste Viegas, weitere Krimis mit den Romanfiguren der auf den Inseln und dem Festland ermittelnden Kommissare Filipe Castanheira und Jaime Ramos zu schreiben.
Viegas war 1987 Mitbegründer der Literaturzeitschrift Ler (dt.: Lesen), die vom Buchklub Círculo de Leitores herausgegeben wird, und die Viegas mit einigen Unterbrechungen bis heute leitet. Ab 2000 übernahm er die Führung der Zeitschrift Grande Reportagem (dt.: Große Reportage), und 2006 wurde er für zwei Jahre Leiter der Casa Fernando Pessoa, das städtische Fernando-Pessoa-Museum. Er ist in Portugal auch als Literaturkritiker und Kommentator gesellschaftlicher Themen bekannt. Er schreibt Kolumnen für die Zeitung Jornal de Notícias und die portugiesische Ausgabe der Frauenzeitschrift Elle. Neben Auftritten als Kommentator im Radioprogramm der TSF war er häufig für den öffentlich-rechtlichen Fernsehsender RTP als Autor und mit Auftritten tätig.
Seit der Parlamentswahl in Portugal 2011 ist er Abgeordneter im portugiesischen Parlament, der Assembleia da República. Er wurde als Unabhängiger Kandidat über die Liste der liberal-konservativen Regierungspartei PSD im Distrikt Bragança gewählt. Er war seither Staatssekretär der Secretaria de Estado da Cultura, der Nachfolgebehörde des 2011 aufgelösten portugiesischen Kulturministeriums, bis er im Oktober 2012 aus gesundheitlichen Gründen zurücktrat.

## Werke
Viegas ist Autor einer Reihe von Lyrik, Reiseberichten, und von zwölf Kriminalromanen, für die er auch international bekannt wurde, und von denen einige ins Deutsche und ins Französische übersetzt wurden. Auch ein Kinderbuch (Se eu fosse... Nacionalidades, dt.: Wäre ich... Nationalitäten; 2010) und ein Theaterstück (O Segundo Marinheiro, dt.: Der zweite Seemann; 1988) wurden veröffentlicht. In der edition Lübbe sind einige seiner Krimis in deutschsprachiger Übersetzung erschienen:
- Schatten der Tiefe. 2005, ISBN 3-7857-1569-2.
- Das grüne Meer der Finsternis. 2001, ISBN 3-7857-1523-4.
- Der letzte Fado. 2003, ISBN 3-7857-1539-0.